# Tunnel di Rijeka
Il Tunnel di Rijeka, noto anche come TunelRi, è un tunnel pedonale situato nel centro della città di Fiume, in Croazia. Si estende per 350 metri sotto il centro storico, dalla Cattedrale di San Vito al cortile della scuola elementare Dolac. È largo circa 4 metri e alto 2,5 metri. In alcuni punti scende fino a una profondità di dieci metri, ha tre ingressi sopraelevati. Una diramazione conduce a Trg Riječke rezolucije (Piazza delle Risoluzioni Fiumane). Il tunnel fu scavato dall'esercito italiano a partire dal 1939. Usato sino al 1942, aveva lo scopo di proteggere la popolazione dai bombardamenti da parte delle forze alleate durante la seconda guerra mondiale. In più punti lungo il tunnel sono ancora visibili i cartelli originali "Riservato all UNPA" (Unità Nazionale Protezione Antiaerea). Durante la guerra d'indipendenza una parte della popolazione cercò protezione nel tunnel.
Dopo essere rimasto chiuso per 75 anni, il tunnel è stato ristrutturato e aperto al pubblico nel maggio del 2017. Da allora è divenuto un'attrazione turistica e viene utilizzato come sottopassaggio. 
Prima dell'apertura sono stati eseguiti dei lavori. Sono stati installati nuovi corpi illuminanti, sono stati realizzati gli impianti elettrici ed aggiunta la massicciata che ricopre il pavimento. È percorribile per tutta la sua lunghezza ed ha una temperatura interna di 15°C. Nell'ambito dell'inaugurazione è stata installata l'installazione video Tunel-RI, come prima fase del lavoro dell'artista multimediale Sandro Đukić di Zagabria.